# Roberto Chanel
Roberto Chanel (Alfredo Mazzochi; * 26. November 1914 in Buenos Aires; † 24. Juli 1972), bekannt als El Turco, war ein argentinischer Tangosänger, -komponist und –dichter.

## Leben
Der Sohn italienischer Einwanderer trat in seiner Jugend als Gitarrist mit seinen beiden älteren Brüdern auf. Auf Empfehlung seines Freundes Armando Cupo engagierte ihn El Cieguito Tarantino, der Vater des Pianisten Osvaldo Tarantino, der mit seinem Orchester im Café Nacionalauftrat, als Sänger. Als Osvaldo Pugliese, der mit seinem Orchester gleichfalls im Café Nacional spielte, 1943 Nachfolger für seine Sänger Amadeo Mandarino und Augusto Gauthier suchte, wurde er einer der neuen Sänger; der andere war Alberto Lago, der aber das Orchester bald wieder verließ. Mit Pugliese nahm er 31 Titel auf, davon drei im Duo mit Alberto Morán.
Nach der Trennung von Pugliese wurde er Mitglied in Florindo Sassones Orchester, mit dem er 16 Titel bei RCA Victor aufnahm. Später trat er als Solist auf, zunächst begleitet von Ángel Domínguez’, später von Oscar Castagniaros Orchester.

## Aufnahmen
mit Pugliese
- Fuimos (von José Dames und Homero Manzi)
- Consejo de oro (von Arquímedes Arci)
- El sueño del pibe (von Juan Puey und Reinaldo Yiso)
- Yo te bendigo (von Juan de Dios Filiberto und Juan Andrés Bruno)

mit Sassone
- Corrientes angosta (von Ángel Gatti)
- Ríe payaso (von Virgilio Carmona und Emilio Falero)
- Flor de fango (von Augusto Gentile und Pascual Contursi)

## Kompositionen
- Oración rante (Text von Aldo Queirolo)
- El soldado (Text von Reinaldo Yiso)
- Mambo (Text von Reinaldo Yiso)
- Hoy la espero a la salida (Text von Raúl Hormaza)
- Sinforosa (eigener Text)
- Corrientes bajo cero (Text von Aldo Queirolo)
- Escúchame Manón (Indiferencia) (Text von Francisco Pracánico)